# سیارک ۲۰۵۸۰
سیارک ۲۰۵۸۰ (به انگلیسی: 20580 Marilpeters، نامگذاری:1999RG151) بیست هزار و پانصد و هشتادمین سیارک کشف شده‌است که در ۹ سپتامبر ۱۹۹۹ کشف شد.
قدر مطلق سیارک برابر ۱۵.۵ است.